# Union sportive ouvrière de Mondeville
Pour les articles homonymes, voir USOM (homonymie).
Maillots
L’Union sportive ouvrière de Mondeville est un club féminin français de basket-ball évoluant en Ligue 2, le second niveau du championnat de France. Le club est basé dans la ville de Mondeville (agglomération caennaise), en Normandie.

## Historique
Le club de basket-ball est créé en 1971, sous le nom de l’Union sportive ouvrière de Mondeville.
En 1996, l’équipe seniors filles parvient à accéder à la Ligue Féminine (première division féminine). Le club s’y maintient grâce à la rétrogradation de l’AS Montferrand et du Stade Clermontois.
En 1998, Igor Groudine arrive à la tête du club et emmène Mondeville pour la première fois en Coupe d’Europe. Cette période est marquée par l’abondance de joueuses russes dans l'effectif.
En 2000, la salle Pierre Bérégovoy, contenant 2 500 places, est inaugurée.
En 2003, Hervé Coudray arrive à la tête du club. Pour sa 3e saison, après avoir fait confiance aux jeunes (comme Caroline Kœchlin), le club termine 2e du championnat derrière Valenciennes et participe en 2005-2006 pour la première fois de son histoire à l’Euroligue.
À la suite d'une saison 2008/09 décevante, l'USOM termine à la 11e place de la ligue féminine. Cependant, grâce à cette place, le club remporte le Challenge round face à l'équipe de Challes-les-Eaux. Cette victoire est synonyme de participation à l'Eurocoupe pour la saison 2009/2010.
Lors de la saison 2009/2010, le club se classe 4e de la saison régulière et atteint les 1/2 finales. Les Filles se hisseront également en 1/2 finales de la coupe de France et en 1/4 finales de l'EuroCup. La place de 1/2 finaliste du championnat est synonyme de participation à l'Euroligue pour la saison suivante. Il s'agit là de la quatrième participation du club à la plus prestigieuse des coupes européennes, en six ans.
Durant l'été 2013, après un exercice compliqué où l'équipe n'atteint ni les Playoffs, ni le Challenge Round, Hervé Coudray quitte Mondeville pour entraîner l'autre club phare de la région, le Caen Basket Calvados. Son assistant, Romain Lhermitte, lui succède. Après un exercice 2013-2014 compliqué où les Mondevillaises se maintiennent de justesse avec 7 victoires pour 19 défaites, l'USOM remonte doucement la pente en finissant aux portes du Challenge Round la saison suivante. Le retour de K.B. Sharp, l'expérience de Sandra Dijon et l'éclosion des jeunes comme Lysa Millavet et surtout Marine Johannès (qui partira à Bourges à l'issue de la saison 2015-2016) permettent à l'USO Mondeville de progresser.
Après une saison 2015-2016 où l'équipe échoue aux portes des Play-offs avec un bilan de 10 victoires et 16 défaites (comme la saison précédente), l'USOM fait partie des bonnes surprises de l'exercice 2016-2017. L'équipe s'appuie toujours sur ses cadres que sont K.B. Sharp, Kim Gaucher-Smith et Michelle Plouffe mais aussi sur de jeunes joueuses prometteuses comme Marième Badiane, Loreen Kerbœuf et Lisa Berkani, nouvelle venue au club. Battant Villeneuve-d'Ascq à la surprise générale lors de la première journée, les Mondevillaises obtiennent d'autres victoires contre des places fortes du championnat comme Basket Landes (deux fois) ou encore Bourges. L'équipe termine avec un bilan de 12 victoires pour 10 défaites, son premier bilan positif depuis la saison 2011-2012, et finit à la 6e place, se qualifiant pour les Playoffs. Au premier tour, Mondeville s'incline deux matches à zéro face à Villeneuve-d'Ascq et se retrouve à jouer les matches de classement. Les Mondevillaises battent Nantes Rezé 2-0 et remportent la série suivante sur Basket Landes sur le même score, terminant ainsi la saison sur une belle cinquième place. Romain Lhermitte termine à la seconde place du trophée de coach de l'année, Marième Badiane 3e à celui de la MVP française et Lisa Berkani 2e au trophée de la MVP espoir. Kim Gaucher-Smith, quant à elle, termine cinquième pour le titre de MVP étrangère après avoir été MVP de la 1re et de la 6e journée.
Le 13 avril 2017, Lisa Berkani est draftée en 24e position par l'équipe de WNBA, le Lynx du Minnesota.
Lors de l'été 2017, l'USO Mondeville perd plusieurs de ses cadres, en plus de Michelle Plouffe, Marième Badiane et Lysa Millavet, l'équipe voit sa capitaine emblématique, K.B. Sharp, partir pour Bourges. De plus, la jeune et prometteuse Loreen Kerboeuf est contrainte de mettre un terme à sa carrière pour raisons de santé.
Au terme des play-down de la saison LFB 2018-2019, le club est relégué en Ligue 2 après 24 saisons consécutives dans l'élite, mais conserve son centre de formation, reconnu comme un des meilleurs de France. Toutefois, à l'été 2021, la Fédération lui retire ce label, ce qui est contesté par le club.
Les Mondevillaises se sont fait éliminer en quart de finale des playoffs, pour la saison 2023-2024, Vainqueur des deux matchs disputés en saison régulière, Mondeville s’est fait écraser lors des deux matchs disputés en phase finale opposé à Toulouse Métropole Basket. L’USOM s’est inclinée 85-54, ce 10 avril 2024, après avoir perdu 40-68 au match aller, le 6 avril 2024.
Lors de la saison 2024-2025, Mondeville est qualifié dans la course à la finale des playoffs après avoir battu Feytiat 2 manches a 1 puis sera opposé à Toulouse Métropole Basket leader de la phase régulière en demi-finale de Ligue Féminine 2,,,,. Face à Toulouse, une équipe qui l’avait battue trois fois cette saison, l’USO Mondeville n’a pas réussi ce 30 avril 2025, dans sa demi-finale retour des playoffs de Ligue 2 féminine. Elle est éliminée (61-74) et a dit au revoir à son rêve de montée cette saison. Certaines, dont Lucile Jérôme, ont vécu leur dernière avec l’Usom.

### Historique du logo

Jusqu’en 2003
2003-2010
2010-2012
2012-2016 ?
Logo actuel

## Palmarès

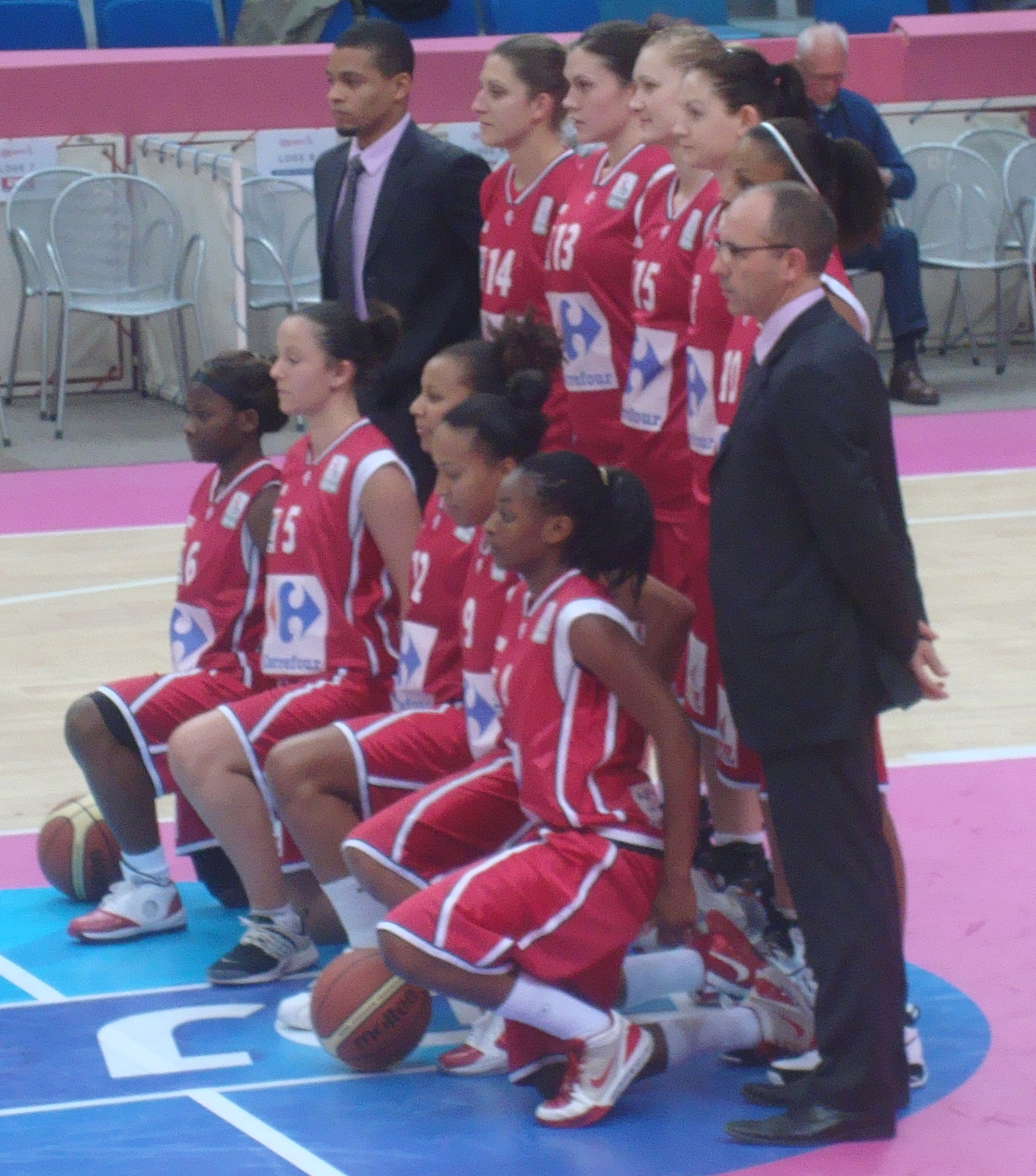
L'équipe en octobre 2010.

### Européen
- 4 participations à l'Euroligue : 2006, 2007, 2008, 2011.
- Meilleur parcours : 1/8e de finale : 2006, 2007.
- 9 participations à l'Eurocoupe (Ex Coupe Ronchetti) : 1999, 2000, 2002, 2003, 2004, 2005, 2009, 2010, 2012
- Meilleur parcours : 1/4 de finale : 2002, 2004, 2005, 2010.

### National
- Vainqueur de la Coupe de France (2) : 1995, 1999.
- Finaliste de la Coupe de France (3) : 1994, 2004, 2011.
- Vainqueur du Challenge Round (1) : 2009.
- Finaliste du Challenge Round (1) :  2011.
- Cadettes  Vainqueur du Championnat de France cadettes(6) : 2001, 2005, 2007, 2008, 2010, 2011.
- Finaliste du Championnat de France cadettes (1) : 2009.
- Vainqueur de la Coupe de France cadettes  (3) : 2001, 2005, 2008.
- Finaliste de la Coupe de France cadettes (3) : 2000, 2006, 2010.

## Entraîneurs successifs
- 1998 - 2003 :  Igor Groudine
- 2003 - 2007 :  Hervé Coudray
- 2007 - 2008 :  Olivier Hirsch
- 2008 - 2013 :  Hervé Coudray
- 2013 - 2023 :  Romain L'Hermite
- Depuis 2023 :  Morgane Debrosse

## Saison 2023-2024
Entraîneur : Morgane Debrosse
Assistants : Laurent Moireau, Sarah Le Rouxel-Goltze
| Numéro | Nom                        | Née le          | Taille | Nationalité | Poste |
|        | Joelly Belleka             | 27 Aout 1995    | 1.71 m | France      | 1 / 2 |
|        | Shelby Saint-Juste         | 27 Juillet 1998 | 1.85 m | France      | 4     |
|        | Caroline Germond           | 16 Mai 2000     | 1.71 m | France      | 1     |
|        | Lucile Jérome              | 2003            | 1.74 m | France      | 2     |
|        | Binta Diallo               | 29 Juillet 2001 | 1.80 m | France      | 2 / 3 |
|        | Adèle Dréano-Trécant       | 30 Octobre 1999 | 1.82 m | France      | 3     |
|        | Amina Traoré               | 6 Février 2004  | 1.87 m | France      | 4     |
|        | Ashten Prechtel            | 11 Mai 2001     | 1.96 m | États-Unis  | 3 / 4 |
|        | Sarah-Yvanna Keboum-Biamou | 17 Avril 2006   | 1.86 m | France      | 4     |
|        | Célaine Ricco              |                 | 1.72 m | France      | 1     |

## Saison 2021-2022
Entraîneur : Romain Lhermitte
Assistants : Laurent Moireau, Sarah Le Rouxel-Goltze
| Numéro | Nom                   | Née le            | Taille | Nationalité | Poste |
| 4      | Florine Basque        | 17 décembre 1992  | 1,83 m | France      | 4     |
| 42     | Shanavia Dowdell      | 10 septembre 1987 | 1,88 m | États-Unis  | 4     |
| 25     | Sabrine Bouzenna      | 14 octobre 1993   | 1,67 m | France      | 1     |
| 28     | Louise Bussière       | 7 août 2002       | 1,80 m | France      | 2     |
| 6      | Lisa Cluzeau          | 19 janvier 2004   | 1,75 m | France      | 2     |
| 26     | Yaye Daba Sylla       | 9 octobre 2003    | 1,93 m | France      | 5     |
| 34     | Bérengère Dinga Mbomi | 15 février 1995   | 1,72 m | France      | 2     |
| 75     | Vaciana Gomis         | 20 décembre 2002  | 1,73 m | France      | 2     |
| 13     | Aminata Gueye         | 10 juillet 2002   | 1,90 m | France      | 5     |
| 23     | Pauline Lenfant       | 20 mai 2002       | 1,75 m | France      | 2     |
| 12     | Sarah Ousfar          | 20 juillet 1993   | 1,83 m | France      | 3-4   |

## Saison 2019-2020
Entraîneur : Romain Lhermitte

## Saison 2018-2019
Entraîneur : Romain Lhermitte
Assistants : Nicolas Leblanc & François Ménival
| Numéro | Nom                | Née le            | Taille | Nationalité                   | Poste |
| 3      | Ana Tadić          | 21 septembre 1998 | 1,95 m | France                        | 4-5   |
|        | Kristen Mann       | 10 août 1983      | 1,86 m | États-Unis                    | 4     |
| 8      | Kim Gaucher-Smith  | 7 mai 1984        | 1,83 m | Canada                        | 3     |
|        | Ewl Guennoc        | 15 mai 2001       | 1,75 m | France                        | 2     |
| 9      | Myriam Djekoundade | 2 janvier 1998    | 1,85 m | France                        | 3     |
|        | Assitan Koné       | 23 avril 1995     | 1,90 m | France                        | 4     |
|        | Courtney Hurt      | 5 mars 1990       | 1,85 m | États-Unis Bosnie-Herzégovine | 4     |
|        | Shona Thorburn     | 19 mai 1997       | 1,76 m | Canada                        | 1     |
|        | Kenza Salgues      | 18 mai 2000       | 1,66 m | France                        | 1     |
|        | Sarah Boucher      |                   | 1,81 m | France                        | 3     |
|        | Camille Hirigoyen  |                   | 1,8 m  | France                        | 4     |
|        | Shelby Saint-Juste |                   | 1,86 m | France                        | 4-5   |

Le club aborde la saison avec la plus faible masse salariale de la LFB avec trois joueuses étrangères et trois jeunes joueuses professionnelles, ainsi que des espoirs du club ou sortis du Centre fédéral. L'entraîneur Romain L'Hermitte et le club misent sur la formation : « C’est notre fil conducteur. Nous sommes là pour former les jeunes joueuses françaises, depuis les petites filles du club jusqu’aux joueuses issues du Centre Fédéral. ».
Sans succès après 10 rencontres, le club engage fin décembre une ancienne du club, Courtney Hurt, de retour de blessure. Au terme des play-down et une dernière défaite face à Nantes, le club est relégué en Ligue 2 après 24 saisons consécutives dans l'élite.

## Joueuses célèbres ou marquantes
- Brigitte Tournebize
- Caroline Aubert
- Krissy Badé
- Marième Badiane
- Aurélie Bonnan
- Grace Daley
- KB Sharp
- Anete Jēkabsone
- Ingrid Tanqueray
- Lenae Williams
- Kristen Mann
- Nele Deyeart
- Julie Vanloo
- Elena Nikipolskaia
- Evija Āzace
- Hamchétou Maïga-Ba
- Sandra Dijon
- Marine Johannès
- Michelle Plouffe
- Kim Gaucher-Smith
- Lisa Berkani